# Паттерсон (Арканзас)
Паттерсон (англ. Patterson, Arkansas) — город, расположенный в округе Вудрафф (штат Арканзас, США) с населением в 467 человек по статистическим данным переписи 2000 года.

## География
По данным Бюро переписи населения США Паттерсон имеет общую площадь в 2,85 квадратных километров, водных ресурсов в черте населённого пункта не имеется.
Паттерсон расположен на высоте 61 метр над уровнем моря.

## Демография
По данным переписи населения 2000 года в Паттерсоне проживало 467 человек, 127 семей, насчитывалось 195 домашних хозяйств и 237 жилых домов. Средняя плотность населения составляла около 161 человек на один квадратный километр. Расовый состав Паттерсона по данным переписи распределился следующим образом: 73,23 % белых, 23,34 % — чёрных или афроамериканцев, 1,28 % — коренных американцев, 0,21 % — выходцев с тихоокеанских островов, 0,21 % — представителей смешанных рас, 1,71 % — других народностей. Испаноговорящие составили 1,71 % от всех жителей города.
Из 195 домашних хозяйств в 21,5 % — воспитывали детей в возрасте до 18 лет, 48,7 % представляли собой совместно проживающие супружеские пары, в 12,8 % семей женщины проживали без мужей, 34,4 % не имели семей. 33,3 % от общего числа семей на момент переписи жили самостоятельно, при этом 14,9 % составили одинокие пожилые люди в возрасте 65 лет и старше. Средний размер домашнего хозяйства составил 2,39 человек, а средний размер семьи — 3,02 человек.
Население города по возрастному диапазону по данным переписи 2000 года распределилось следующим образом: 22,9 % — жители младше 18 лет, 8,1 % — между 18 и 24 годами, 24,2 % — от 25 до 44 лет, 25,1 % — от 45 до 64 лет и 19,7 % — в возрасте 65 лет и старше. Средний возраст жителей составил 41 год. На каждые 100 женщин в Паттерсоне приходилось 100,4 мужчин, при этом на каждые сто женщин 18 лет и старше приходилось 95,7 мужчин также старше 18 лет.
Средний доход на одно домашнее хозяйство в городе составил 17 308 долларов США, а средний доход на одну семью — 21 250 долларов. При этом мужчины имели средний доход в 25 313 долларов США в год против 17 750 долларов среднегодового дохода у женщин. Доход на душу населения в городе составил 12 532 доллара в год. 24,7 % от всего числа семей в округе и 31,0 % от всей численности населения находилось на момент переписи населения за чертой бедности, при этом 39,4 % из них были моложе 18 лет и 30,3 % — в возрасте 65 лет и старше.